# Brunner (Gemeinde Matrei in Osttirol)

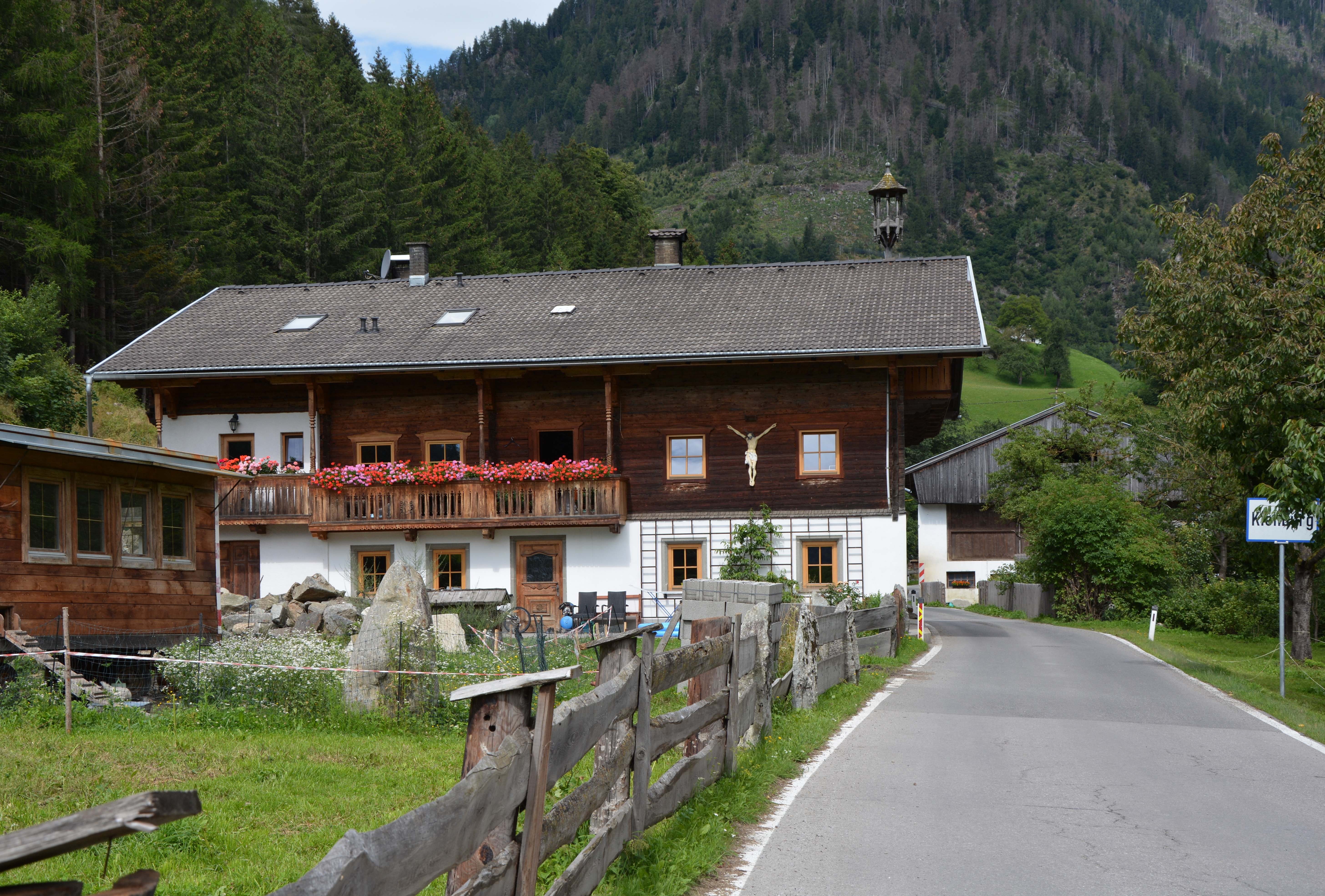
Bauernhof Unterbrunner

Brunner, früher auch Brunn, ist eine Einzelsiedlung der Gemeinde Matrei in Osttirol im Iseltal.

## Geographie
Brunner liegt in der Katastralgemeinde Matrei in Osttirol Land im südöstlichen Winkel des Matreier Gemeindegebiets. Die Einzelsiedlung befindet sich am Talboden des Iseltals, wobei südlich der bewaldete Nordostabhang des Rudnig angrenzt. Brunner erstreckt sich beiderseits der Kienburger Straße (L 393) und besteht lediglich aus den beiden Wohngebäuden der Bauernhöfe Unterbrunner (Kienburg 12 und 12a) und Oberbrunner (Kienburg 13) sowie den zugehörigen Wirtschaftsgebäuden. Die Einzelsiedlung liegt zwischen der Rotte Trin im Nordwesten und der TAL Pumpstation im Südosten, die rund 300 bzw. 600 Meter entfernt liegen.

## Bevölkerung
In den Volkszählungen wurde Brunn bzw. Brunner lange Zeit nicht getrennt ausgewiesen. 1951 wurde Brunn als Teil der Fraktion Huben mit zwei Wohngebäuden und 16 Einwohnern erwähnt, 1961 lebten in der Einzelsiedlung 22 Menschen in zwei Gebäuden. Seit 1971 gilt Brunner als Einzelsiedlung der Fraktion Kienburg, wobei in diesem Jahr 8 Menschen die beiden Wohngebäude bewohnten. Letztmalig wird in den Ortsverzeichnissen der Statistik Austria die Ortschaft 1981 mit 21 Einwohnern in zwei Haushalten bzw. zwei bewohnten Gebäuden separat ausgewiesen. 1991 wird Brunner lediglich als Bestandteil der Rotte Trin erwähnt.

## Bauwerke und Wegkreuze
Das Wohngebäude des Paarhofs Unterbrunner wurde 1897 anstelle eines Vorgängerbaus errichtet. Es handelt sich um einen zweigeschoßigen Bau mit traufseitigem Mittelflurgrundriss und regelmäßiger Achsengliederung, dessen Erdgeschoß gemauert und dessen Obergeschoß in Holzbauweise ausgeführt wurde. Das Gebäude verfügt zudem über ein Satteldach, einen kleinen Giebelsöller an der Nordseite sowie traufseitige Obergeschoßsöller. Parallel zum Bauernhaus Unterbrunner befindet sich das Wohngebäude des Paarhofs Oberbrunner, dass 1833 errichtet und um 1980 umgebaut wurde. Das Bauernhaus wurde ähnlich wie das Nachbarhaus als zweigeschoßiges Gebäude mit Satteldach, gemauertem Erdgeschoß und Obergeschoß in Kantblockbauweise ausgeführt. Es handelt sich um ein Haus mit straßenseitig erschlossenem Mittelflurgrundriss und Obergeschoß- sowie Giebelsöller. Im Giebelfeld befindet such eine bemalte Bretterfigur mit zwei Löwen und Hausspruch.
Das Hauskreuz Unterbrunner war nach 2013 noch als Wegkreuz in geschlossenem Bretterkasten mit zweizeiligem Titulus aufgestellt. Die Darstellung des Gekreuzigten zeigt Jesus mit Strahlenbüschel und Dornenkrone, das Lendentuch über einen Strick gelegt und seitlich gebauscht. Das Kunstwerk wird mittlerweile als Hauskreuz des Wohngebäudes Unterbrunner verwendet. Das Wegkreuz Oberbrunn ist etwas älter und wurde in der ersten Hälfte des 19. Jahrhunderts aufgestellt. Es handelt sich um einen Corpus im Vierageltypus in geschlossenem Bretterkasten mit zweizeiligem Titulus. Ähnlich wie in der Darstellung des Wegkreuzes Unterbunner wird Jesus mit Strahlenbüschel sowie Lendentuch über einen Strick gelegt und seitlich gebauscht gezeigt.